# Khalid Al-Faisal
SAR Príncipe Khalid bin Faisal bin Abdul Aziz Al Saud (em árabe: خالد بن فيصل بن عبد العزيز آل سعود) nasceu em 1940, e é o filho do Rei Faisal da Arábia Saudita.  Príncipe Khalid é o actual Governador de Meca.
Em Maio de 2007 foi nomeado pelo Guardião das Duas Mesquitas o Rei Abdullah bin Abdul Aziz Al-Saud como Governador da Província de Makkah na região Ocidental da Arábia Saudita e que inclui a Cidade Sagrada Islâmica de Meca, bem assim como o principal porto Saudita e a segunda maior cidade saudita, Jeddah. De 1971 a 2007 Sua Alteza Real foi o Governador da Província de Asir, na parte sudoeste da Arábia Saudita, uma região espectacular que inspirou o Principie tanto enquanto artista como um Patrono das Artes ,quer nacionais quer internacionais.
O Príncipe Khalid Al-Faisal fundou a Iniciativa Painting&Patronage em 1999 tem exposto os seus quadros em proeminentes eventos culturais na Arábia Saudita e no Mundo. Nos últimos anos as suas pinturas estiveram em exposições na França, Alemanha, Líbano, Marrocos, Portugal, Arábia Saudita e Reino Unido. Em algumas ocasiões as exposições tinham também em exposição pinturas de artistas amadores famosos e artistas profissionais. Em 2000 e 2001, o Príncipe Khalid Al-Faisal manteve exposições conjuntas em Londres e Ryadh com S.A.R. o Príncipe de Gales e com James Hart-Dyke.
O Príncipe Khalid Al-Faisal é também o Director Geral da Fundação Rei Faisal, uma das maiores Fundações Filantrópicas e de Caridade no mundo, e que hospeda o mundialmente famoso King Faisal International Prize ceremony.
Antes da sua nomeação para Governador de Asir, S.A.R. era Director Geral da Presidência do Bem Estar Social da Juventude. Sua Alteza Real é Formado em Politica Económica pela Universidade de Oxford. Em Agosto de 2005, recebeu de sua Excelęncia o Presidente da República Portuguesa a insígnia de Cavaleiro Grã-Cruz da Ordem do Infante D. Henrique.